# Xenop cua-rogenc
El xenop cua-rogenc (Microxenops milleri) és una espècie d'ocell de la família dels furnàrids (Furnariidae) i única espècie del gènere Microxenops.

## Hàbitat i distribució
Habita la selva humida a les terres baixes des de l'est de Colòmbia, sud de Veneçuela, Surinam i Guaiana Francesa, cap al sud, a través de l'est de l'Equador fins al nord-est i sud-est del Perú, nord de Bolívia i sud d'Brasil amazònic.